# Settimio Acindino (praefectus urbi)
Settimio Acindino (in latino: Septimius Acyndinus; fl. 293–295) è stato un senatore e prefetto romano di età imperiale.

## Biografia
Acindino ricoprì la carica di praefectus urbi dal 13 marzo 293 all'11 gennaio 295.
Fu probabilmente il padre di Settimio Acindino, console del 340.